# Nicandre de Tiatira
Nicandre de Tiatira (Nicander, Níkandros Νίκανδρος) fou un gramàtic grec.
Era suposadament originari de Tiatira (Thyatira). Molts el suposen el mateix personatge que Nicandre de Colofó. Va escriure Περι τῶν Δημῶν i  Ἀττικὴ Ὀνόματα, probablement el mateix que Ἀττιὴ Διάλεκτος